# Roman Turek (pisarz)
Roman Turek (ur. 7 lutego 1898 w Woli Dalszej, zm. 20 lutego 1982 w Łańcucie) – polski pisarz samouk, prozaik.

## Życiorys
Urodził się w ubogiej rodzinie chłopskiej. Miał czworo starszego rodzeństwa. Przez trzy lata uczęszczał do wiejskiej szkółki. Podczas I wojny światowej w 1916 został wcielony do armii austriackiej. W swoje rodzinne strony wrócił w 1918 i został żołnierzem organizującego się państwa polskiego. Gdy działania związane z wojną polsko-bolszewicką zakończyły się, Turek w 1922 został z wojska zwolniony i wrócił do domu. Latem 1924 wziął ślub z Teofilą Lęcznar. Miał z nią dwoje dzieci: syna Zdzisława (ur. 1924) i córkę Aurelię (ur. 1926). Został zatrudniony jako palacz w Fabryce Likierów w Łańcucie i pracował tam do wybuchu II wojny światowej. Podczas okupacji był żołnierzem AK. Po zakończeniu wojny uczestniczył w odbudowie łańcuckiej fabryki, a po jej uruchomieniu ponownie został palaczem i konserwatorem kotłów parowych w fabryce likierów.
Mając 58 lat zaczął spisywać swoje wspomnienia. W 1962 wydawnictwo Ludowa Spółdzielnia Wydawnicza wydało pierwszy tom pamiętnika zatytułowany „Moja mama, ja i reszta”. W 1965 Roman Turek został członkiem Związku Literatów Polskich (Oddział w Rzeszowie). W 1973 za całokształt twórczości otrzymał nagrodę literacką im. Juliana Przybosia przyznawaną przez rzeszowski miesięcznik „Profile”.
W 1975 wyróżniony wpisem do „Księgi zasłużonych dla województwa rzeszowskiego”.
Zmarł 17 lutego 1982. Został pochowany na cmentarzu komunalnym w Łańcucie.